# Kathy Osher
Katherine Osher también conocida por su nombre de soltera: Katherine Read (Great Yarmouth, Reino Unido, 30 de junio de 1969) es una deportista que compitió en natación.
Ganó una medalla en el Campeonato Europeo de Natación en el año 1993.

## Palmarés internacional
| Campeonato Europeo | Campeonato Europeo      | Campeonato Europeo | Campeonato Europeo |
| Año                | Lugar                   | Medalla            | Prueba             |
| ------------------ | ----------------------- | ------------------ | ------------------ |
| 1993               | Sheffield (Reino Unido) | Medalla de bronce  | 4 × 100 m estilos  |